# Brieva de Cameros
Brieva de Cameros ist ein abgelegenes kleines Bergdorf und eine zur bevölkerungsarmen Region der Serranía Celtibérica gehörende Gemeinde (municipio) mit 38 Einwohnern (Stand: 2024) im Südwesten der Autonomen Gemeinschaft La Rioja in Spanien. 

## Lage
Die Gemeinde Brieva de Cameros liegt in einer Höhe von etwa 975 m im wald- und wasserreichen Naturpark Sierra de la Demanda. Der Río Najerilla begrenzt die Gemeinde im Norden. Die Entfernung zur Provinzhauptstadt Logroño beträgt ca. 58 km Fahrtstrecke nordöstlich. Das Klima ist gemäßigt bis warm; Regen (ca. 935 mm/Jahr) fällt überwiegend im Winterhalbjahr.

## Bevölkerungsentwicklung
| Jahr      | 1970 | 1981 | 1991 | 2001 | 2011 | 2021 |
| Einwohner | 95   | 68   | 70   | 76   | 59   | 42   |

Infolge der Mechanisierung der Landwirtschaft, der Aufgabe bäuerlicher Kleinbetriebe und des daraus resultierenden geringeren Arbeitskräftebedarfs ist die Zahl der Einwohner seit Beginn des 20. Jahrhunderts stark zurückgegangen.

## Sehenswürdigkeiten
- Marienkirche von Barruso

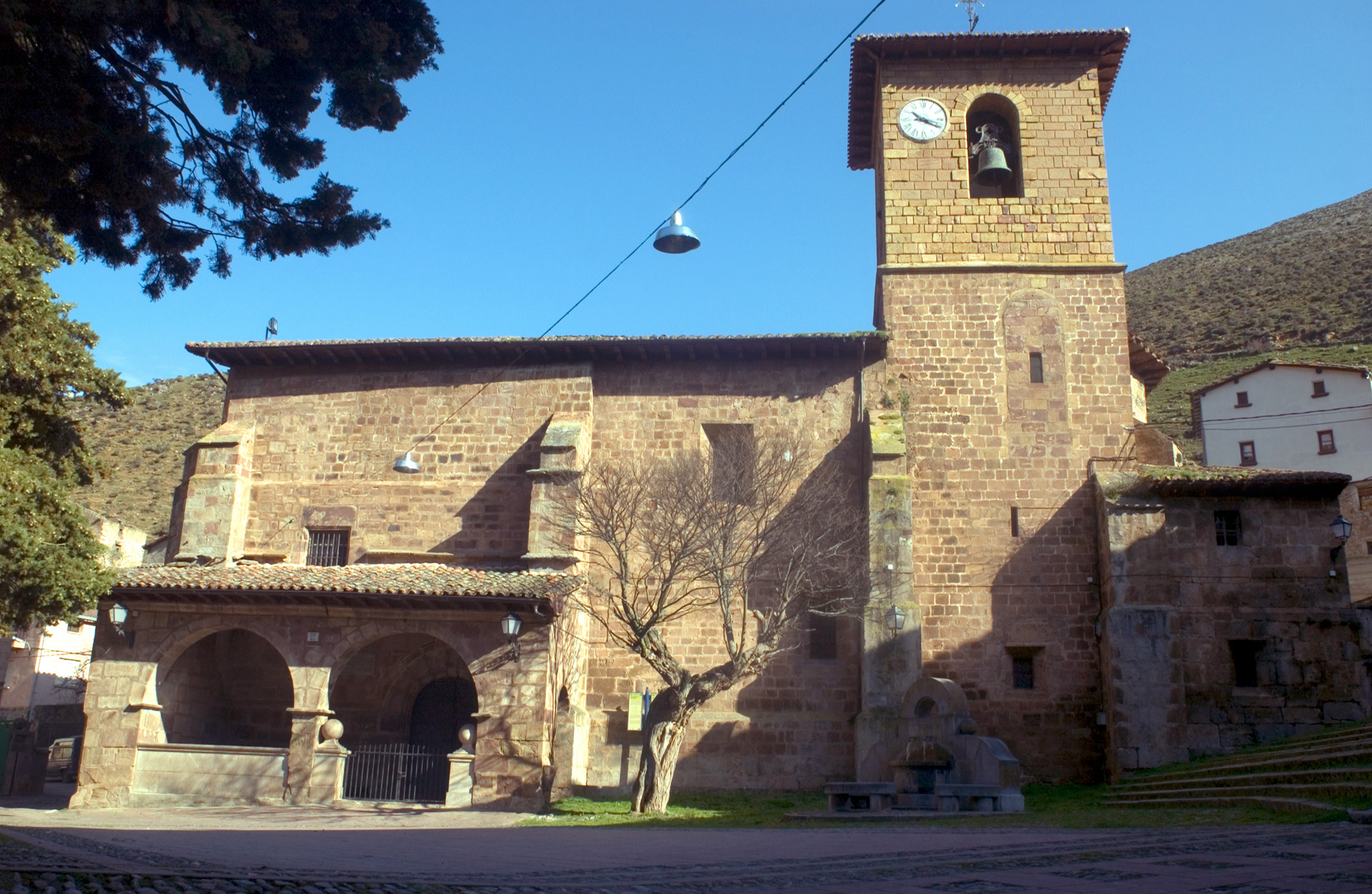
Michaeliskirche
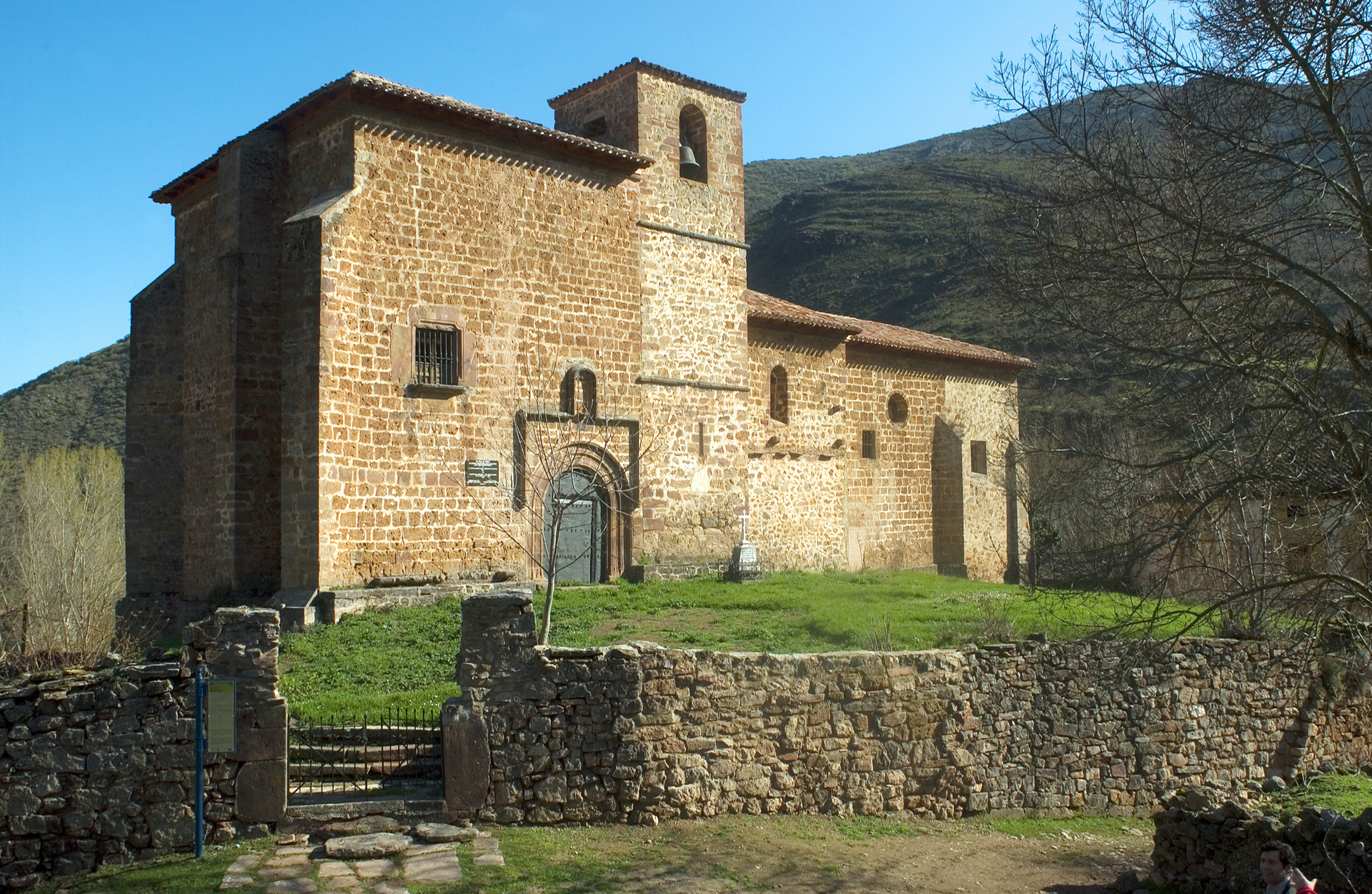
Marienkirche

- Marienkapelle

- Michaeliskirche
- Marienkirche

## Persönlichkeiten
- Pedro Duro (1810–1886), Unternehmer, Gründer der Duro Felguera S.A.